# Silverskorv
Silverskorv är en svampsjukdom på potatis (Solanum tuberosum) som orsakas av svampen Helminthosporium solani. Symptomen uppkommer först vid lagring av potatis och visas som silvergrå fläckar. Silverskorv är inte farligt för människan utan är ett kvalitetsproblem för odlaren, speciellt om potatisen ska lagras under en längre period.

## Biologi och symptom
Helminthosporium solani' är en svampart som beskrevs av Durieu & Mont. 1849. Helminthosporium solani ingår i släktet Helminthosporium och familjen Massarinaceae.   Inga underarter finns listade i Catalogue of Life.
Helminthosporium solani sprids med utsädespotatis och infektionen sker under vegetationsperioden. Svampen kan finnas kvar i jorden ett år efter angripen gröda. Det är vid lagring som de karakteristiska silvergrå fläckarna uppkommer och det är i dessa fläckar som sklerotierna bildas. Utvecklingen sker om temperaturen och luftfuktigheten är hög, runt 20 C. De karaktäristiska silvergrå fläckarna uppkommer när svampen löser upp det yttersta cellagret i potatisskalet. Vid infektering kan potatisknölen förlora vatten och skrumpna.

## Åtgärder
Det är viktigt med god ventilation vid lagring. Detta gör att utvecklingen av silverskorv hämmas då potatisen snabbt torkar upp. Det är även viktigt med silverskorvsfritt utsäde och sortval. De flesta svenska sorter kan angripas men det finns sortskillnader. Vid väldränerade lätta jordar har det visat sig att angripsrisken är mindre än vid vattenhållande tyngre jordar.